# Episodi di Lie to Me (seconda stagione)
La seconda stagione della serie televisiva Lie to Me è stata trasmessa in prima visione negli Stati Uniti d'America da Fox dal 28 settembre 2009 al 13 settembre 2010.
In Italia è stata trasmessa in prima visione satellitare da Fox dal 22 marzo all'8 novembre 2010, ed in chiaro da Rete 4 dal 5 febbraio 2011.
| nº | Titolo originale      | Titolo italiano             | Prima TV USA      | Prima TV Italia   |
| -- | --------------------- | --------------------------- | ----------------- | ----------------- |
| 1  | The Core of It        | Personalità multipla        | 28 settembre 2009 | 22 marzo 2010     |
| 2  | Truth or Consequences | Bugie e conseguenze         | 5 ottobre 2009    | 29 marzo 2010     |
| 3  | Control Factor        | Rivalità                    | 12 ottobre 2009   | 5 aprile 2010     |
| 4  | Honey                 | La prova più difficile      | 19 ottobre 2009   | 12 aprile 2010    |
| 5  | Grievous Bodily Harm  | Scambio di favori           | 26 ottobre 2009   | 19 aprile 2010    |
| 6  | Lack of Candor        | L'infiltrato                | 9 novembre 2009   | 19 aprile 2010    |
| 7  | Black Friday          | Venerdì nero                | 16 novembre 2009  | 26 aprile 2010    |
| 8  | Secret Santa          | Il tradimento               | 23 novembre 2009  | 26 aprile 2010    |
| 9  | Fold Equity           | Il poker assassino          | 30 novembre 2009  | 3 maggio 2010     |
| 10 | Tractor Man           | Duplice attentato           | 14 dicembre 2009  | 3 maggio 2010     |
| 11 | Beat the Devil        | Battere il diavolo          | 7 giugno 2010     | 23 settembre 2010 |
| 12 | Sweet Sixteen         | Sette anni dopo             | 14 giugno 2010    | 23 settembre 2010 |
| 13 | The Whole Truth       | Tutta la verità             | 21 giugno 2010    | 30 settembre 2010 |
| 14 | React to Contact      | Vittime di guerra           | 28 giugno 2010    | 7 ottobre 2010    |
| 15 | Teacher and Pupils    | Una testimonianza difficile | 12 luglio 2010    | 11 ottobre 2010   |
| 16 | Delinquent            | Questioni di famiglia       | 19 luglio 2010    | 18 ottobre 2010   |
| 17 | Bullet Bump           | Balzo nei sondaggi          | 26 luglio 2010    | 25 ottobre 2010   |
| 18 | Headlock              | Il sospetto                 | 2 agosto 2010     | 25 ottobre 2010   |
| 19 | Pied Piper            | Il pifferaio magico         | 16 agosto 2010    | 1º novembre 2010  |
| 20 | Exposed               | Smascherato                 | 23 agosto 2010    | 1º novembre 2010  |
| 21 | Darkness and Light    | Tenebre e luce              | 30 agosto 2010    | 8 novembre 2010   |
| 22 | Black and White       | Bianco e nero               | 13 settembre 2010 | 8 novembre 2010   |

## Personalità multipla
- Titolo originale: The Core of It
- Diretto da: Daniel Sackheim
- Scritto da: Elizabeth Craft e Sarah Fain

### Trama
Una giovane donna si avvicina a Lightman mentre questi sta presentando al pubblico il suo nuovo libro, e gli rivela di aver assistito, in una visione, ad un omicidio. Lightman scopre che la donna è in realtà affetta da personalità multipla, e crede che una delle sue personalità abbia veramente assistito all'omicidio. Lightman cede volentieri a Torres l'incarico di interrogare un potenziale candidato alla Corte Suprema, scegliendo invece di seguire il più interessante caso della donna dalle più personalità. Il candidato, tuttavia, non tratta con il dovuto rispetto Torres, ritenendola ancora inesperta a causa della sua giovane età. Intanto Foster, grazie all'ipnosi, riesce a sbloccare la vera personalità della donna, fatto che permette a Lightman di trovare l'assassino, sfruttando abilmente le diverse personalità della donna. Durante l'investigazione, Zoe, l'ex moglie di Cal, annuncia a Lightman di essere in procinto di trasferirsi, insieme alla loro figlia Emily, a Chicago, per aprire lì uno studio legale. Lightman decide di rilevare una quota del Lightman Group dandola a Zoe, in modo tale da permetterle di iniziare la sua stessa attività in città, senza doversi trasferire con la figlia.
- Guest star: Erika Christensen (Sophie Howell), Tomas Arana (giudice Simon), Michael Raymond-James (Gavin Howell), Jennifer Beals (Zoe Landau)

## Bugie e conseguenze
- Titolo originale: Truth or Consequences
- Diretto da: Michael Offer
- Scritto da: Nick Santora

### Trama
Zoe chiede a Lightman di aiutarla con il suo cliente, Cabe McNeil, un noto giocatore di football ventiduenne di colore, che è stato accusato dello stupro di una ragazza bianca di sedici anni. Il caso viene a toccare personalmente Lightman, che scopre come la propria figlia Emily fosse amica di un gruppo di ragazze che frequentano i festini della stessa casa studentesca in cui era avvenuto lo stupro. Nel corso delle indagini, Lightman e Torres scoprono che la sedicenne aveva filmato il proprio rapporto sessuale con Cabe a sua insaputa, dopo un accordo con le proprie amiche. Il filmato era poi stato trovato e pubblicato su internet da un amico di Cabe, per giocargli uno scherzo. Lightman si convince che Cabe non sapesse che la ragazza fosse minorenne, notando come il suo volto riconosca di non dover provare attrazione verso ragazze minorenni. Nel frattempo, Foster e Loker si recano ad un complesso religioso per scoprire se la sua richiesta di esenzione tributaria sia valida, verificando la sincerità dei suoi fedeli. Essi ritengono che il capo della comunità stia trattenendo le donne contro la loro volontà. Foster facilita così la fuga di una donna e dei suoi figli, andando contro il governo e Loker che, sebbene non condivida la sua risoluzione, decide di difenderla. Infine, il padre della ragazza del caso di Lightman, credendo che il sistema voglia proteggere il giocatore di football, decide di vendicarsi: spara al procuratore che aveva fatto cadere le accuse di stupro contro Cabe, uccidendolo. Il padre viene arrestato e Lightman si riappacifica con la figlia, avendola in precedenza rimproverata duramente per le sue cattive amicizie e per la sua partecipazione a feste nei bar universitari.
- Guest star: James Marsters (Pollack), John Pyper-Ferguson (Jamie Cowley), John Carroll Lynch (sig. Reed), Chadwick Boseman (Cabe McNeil)

## Rivalità
- Titolo originale: Control Factor
- Diretto da: James Hayman
- Scritto da: Sharon Lee Watson

### Trama
Foster convince Lightman a prendersi una vacanza per la prima volta dopo anni di lavoro ininterrotto. Nel frattempo il Lightman Group è incaricato di indagare su vari casi di trasfusioni fatte con sangue contaminato: se ne occupa Foster con la collaborazione di Jack Rader, un vecchio socio di Lightman, dal quale si era separato in passato a causa della diversità fra i due: infatti, mentre Lightman è molto determinato e appassionato dal suo lavoro, Rader è un tipo molto ambizioso che punta soltanto alla fama e ai guadagni che derivano dal suo lavoro. Cal, in vacanza in Messico con la figlia Emily, si diverte a tenere sotto controllo il Lightman Group tramite le numerose webcam situate nello studio. Viene contattato da un membro dell'ambasciata americana in Messico, preoccupato per la sparizione di una cittadina americana. Sotto la pressione di Emily, a sua volta commossa dalla figlia della donna, Cal decide di occuparsi del caso e chiama in suo aiuto anche Torres. In un primo momento puntano alla pista dei cartelli della droga, ma ben presto capiscono che si tratta del giro del commercio di ovuli congelati. Infatti, fingendosi una coppia americana desiderosa di avere un figlio, Cal e Ria riescono a incastrare il titolare di una clinica per la fertilità che, in seguito a una complicazione durante un prelievo di ovuli, teneva segregata in casa sua la donna americana scomparsa, ormai in fin di vita a causa di un'emorragia interna. I due riusciranno a portare la donna in ospedale in tempo per essere salvata e potersi così ricongiungere con la figlia. Nel frattempo Foster, esaminando con attenzione gli interrogatori dei dipendenti della banca del sangue, riesce a scoprire che due di essi producevano droga nel loro laboratorio e usavano le sacche di sangue per trasportarla, e per errore alcune di queste erano finite a degli ospedali e trasfuse a delle persone. Rader, confermando la sua indole di arrivista senza scrupoli, vende una sua intervista alla televisione ancora prima della conferenza stampa, facendo arrabbiare Foster che fino a quel momento aveva apprezzato la collaborazione con lui. Prima di andarsene dal Lightman Group, Rader dà il suo biglietto da visita a Loker, del quale aveva notato l'insoddisfazione professionale, dicendogli di contattarlo nel caso volesse cambiare vita. Infine Cal torna dalla vacanza e trova Foster con in mano un grosso mazzo di rose rosse ricevute da Rader. Prima di rientrare nel proprio ufficio, Cal dà il proprio biglietto da visita a Loker dicendogli di contattarlo nel caso volesse cambiare vita e facendogli capire che sapeva tutto quello che era successo durante la sua assenza.
- Guest star: Marc Blucas (Jack Rader), José Zúñiga

## La prova più difficile
- Titolo originale: Honey
- Diretto da: Timothy Busfield
- Scritto da: Matt Olmstead

### Trama
The Lightman Group è in crisi per la mancanza di liquidità ed è costretto ad accettare casi a detta di Lightman futili. Eric Matheson vuole dimostrare di non aver ucciso sua moglie. Torres indaga, interrogando la sorella della vittima, ma quando ritorna in ufficio è costretta da Matheson che le punta una pistola, ad indagare; tenendo in ostaggio tutti i dipendenti, verrà aiutato da Cal. Foster viene mandata ad interrogare un potenziale sospetto dell'omicidio. Si scopre che il marito ha un debito, che la moglie aveva cercato di estinguere ed è stato l'allibratore stesso ad ucciderla, poiché ricattato dalla donna circa il suo "pagamento in natura".
- Guest star: Garret Dillahunt (Eric Matheson)

## Scambio di favori
- Titolo originale: Grievous Bodily Harm
- Diretto da: Eric Laneuville
- Scritto da: Alexander Cary

### Trama
Il suo vecchio amico Terry, un delinquente, chiede aiuto a Lightman per salvarsi da ritorsioni per debiti di gioco. I due si consegnano all'organizzazione criminale che minaccia Terry perché Cal (infiltrato) usi le sue capacità su un terzo, da cui l'organizzazione intende acquistare banconote false. Si scopre che in passato Terry ha aiutato Cal quando era nei guai con la polizia, che ha scontato tre anni di carcere e che per questo pretende che lui contraccambi il favore. I colpevoli verranno presi dall'FBI. Nel frattempo, il Lightman Group indaga su messaggi minatori arrivati a un liceo, dovuti ad un atto di bullismo.
- Guest star: Lennie James (Terry "Tel" Marsh), James Frain (Lance McClellan)

## L'infiltrato
- Titolo originale: Lack of Candor
- Diretto da: Terrence O'Hara
- Scritto da: T.J. Brady e Rasheed Newson

### Trama
Dopo che un testimone sotto protezione viene ucciso, un pubblico ministero arriva al Lightman Group per prendere in custodia un altro testimone: si tratta proprio di Ben Reynolds, l'agente dell'FBI che assiste il lavoro di Lightman. Cal ritiene che il programma di protezione non sia in grado di evitare la morte di questi, così prende “in ostaggio” Ben ed esige di eseguire personalmente le indagini sulla morte del primo testimone. Inizialmente Reynolds non vuole testimoniare e si scopre che è ricattabile perché ha fatto uso di droga e ha ucciso un uomo mentre svolgeva un'indagine sotto copertura, disconosciuta però dal suo ex capo.
- Guest star: Alicia Coppola (Sheila Redatti), Brian Howe

## Venerdì nero
- Titolo originale: Black Friday
- Diretto da: Dan Sackheim
- Scritto da: Ethan Drogin e Heather Thomason

### Trama
Il Gruppo Lightman aiuta un adolescente che crede di essere stato rapito da bambino, si scoprì che era stato rapito per vendetta; mentre Loker e Torres cercano di capire cosa abbia causato un fuggi fuggi mortale in un negozio di elettronica, e credono che sia stato qualcuno della folla che l'ha aizzata contro.
- Guest star: Nick Searcy (sig. Donnelly)

## Il tradimento
- Titolo originale: Secret Santa
- Diretto da: Michael Zinberg
- Scritto da: Alexander Cary

### Trama
Durante le feste natalizie, Cal va in Afghanistan dove, interrogando e scoprendo la verità su un espatriato americano, disperso e quindi diventato un talebano, cerca di aiutare una missione finalizzata a ritrovare due marines catturati. Intanto Emily organizza una festa di Natale per l'ufficio del padre con l'aiuto di Gillian.
- Guest star: Jason Gedrick, Michael A. Goorjian (Franko James Vincent / Glen Welsh)

## Il poker assassino
- Titolo originale: Fold Equity
- Diretto da: Elodie Keene
- Scritto da: Sarah Fain e Elizabeth Craft

### Trama
Cal viene assunto per ritrovare un ragazzo, il quale ha assistito ad un'aggressione e che deve partecipare alla finale del campionato del mondo di poker, interrogando i migliori bugiardi del mondo presenti nella stessa stanza.

## Duplice attentato
- Titolo originale: Tractor Man
- Diretto da: Vahan Moosekian
- Scritto da: Tim Clemente

### Trama
Un uomo parcheggia il suo trattore davanti al Ministero del Tesoro e una chiamata avverte che porta con sé una bomba. La farà esplodere se non parla con il presidente.
- Guest star: Miguel Ferrer (agente Bill Steele), Felicia Day (Angela)

## Battere il diavolo
- Titolo originale: Beat the Devil
- Diretto da: Vahan Moosekian
- Scritto da: David Ehrman e Ethan Drogin

### Trama
Lightman indaga su uno studente universitario perché lo ritiene uno psicopatico ed anche assassino. Si scoprirà infatti che ha rapito delle donne, le ha uccise e sepolte. Intanto Loker e Torres devono appurare se un avvistamento di un UFO da parte di un insegnante sia davvero avvenuto, per evitare che perda il posto di lavoro.
- Guest star: Jason Dohring (Martin Walker)

## Sette anni dopo
- Titolo originale: Sweet Sixteen
- Diretto da: Dan Sackheim
- Scritto da: Alexander Cary

### Trama
Esplode una bomba, che uccide un uomo informato, l'ex capo di Lightman. Quando un ex terrorista irlandese, Doyle, si rivolge a Cal per fargli scoprire chi abbia ucciso sua moglie e la figlia sette anni prima, Lightman e Foster sono costretti a rivedere una serie di avvenimenti del loro passato, quando lei lo analizzava per il reclutamento al Pentagono.
- Guest star: Angus Macfadyen (Jimmy Doyle)

## Tutta la verità
- Titolo originale: The Whole Truth
- Diretto da: James Whitmore Jr.
- Scritto da: Ethan Drogin

### Trama
Tutta la squadra di Cal deve capire se una giovane e seducente vedova abbia o meno ucciso il suo anziano, e soprattutto miliardario, marito. Lightman, convocato come esperto per l'accusa,  si ritrova a sfidare in tribunale la sua ex moglie, che difende l'ereditiera.
- Guest star: Melissa George (Clara Musso)

## Vittime di guerra
- Titolo originale: React to Contact
- Diretto da: Michael Zinberg
- Scritto da: Daniel Voll

### Trama
Lightman aiuta un soldato traumatizzato, reduce dall'Iraq, che pensa che qualcuno stia cercando di ucciderlo: per farlo, Cal dovrà affrontare più di un tetro fantasma del suo passato. Si scoprirà infatti che ha rimosso più di un evento doloroso durante la missione, e sarà difficile distingue il vero dal falso poiché afflitto da disturbo post traumatico da stress.
- Guest star: Enver Gjokaj (Jeff Turley), Alona Tal (Becky Turley)

## Una testimonianza difficile
- Titolo originale: Teacher and Pupils
- Diretto da: Roxann Dawson
- Scritto da: Kevin Townsley e Nick Santora

### Trama
Lightman permette a una ricca cliente, Clara Musso, di seguirlo mentre cerca di scoprire chi ha ferito gravemente un poliziotto di Washington in un edificio affittato dagli spacciatori di droga. Si scopre che un gruppo di poliziotti corrotti ha commesso un omicidio per coprire i loro reati. La cliente diventa poi socia, e amante, di Lightman.
- Guest star: Melissa George (Clara Musso)

## Questioni di famiglia
- Titolo originale: Delinquent
- Diretto da: Michael Zinberg
- Scritto da: Elizabeth Craft e Sarah Fain

### Trama
Lightman aiuta Eva, la sorellastra di Torres, che sta scontando una condanna in un riformatorio ad essere esclusa dall'omicidio della sua compagna di prigionia, incinta, uccisa dopo averle chiesto aiuto. Si scoprirà poi un gruppo organizzato che compie furti. Torres inizialmente è convinta, a ragione, che non ci si possa fidare della sua sorellastra, ma si ricrederà dopo aver risolto il caso, grazie anche e soprattutto ai colleghi Foster e Lightman.
- Guest star: Alyssa Diaz (Eva Torres)

## Balzo nei sondaggi
- Titolo originale: Bullet Bump
- Diretto da: James Hayman
- Scritto da: T.J. Brady e Rasheed Newson

### Trama
La lobbyista Michelle Day viene uccisa durante un comizio elettorale del governatore della Virginia. Addison, il capo della campagna elettorale che cerca di coprire il passato di Michelle e la sua relazione con il governatore, viene ritrovato suicida. Intanto Emily, la figlia di Lightman, confonde le vere intenzioni di Loker: lui cerca di proteggerla da un rave party a base di droga e lei lo bacia, scatenando l'ira di Lightman. Clara, la nuova socia e amante di Lightman, conosce la verità sulla morte di Michelle: dovrà lasciare il Gruppo Lightman.
- Guest star: Laura Kenley, Richard Burgi (governatore Brooks)

## Il sospetto
- Titolo originale: Headlock
- Diretto da: Michael Offer
- Scritto da: Sharon Lee Watson e Jameal Turner

### Trama
L‘FBI indaga sull'omicidio di un pugile che partecipa a combattimenti clandestini. Lightman era presente al suo ultimo incontro ed è stato visto da un testimone sulla scena del delitto. Iniziano i suoi tentativi per sfuggire all'attenzione dell'FBI, in particolare dell'agente Jones la cui carriera è stata bloccata per 2 anni da Lightman stesso. Nel frattempo Foster scopre che il suo nuovo fidanzato ha un segreto: è un agente in incognito della DEA.
- Guest star: Tom Ohmer

## Il pifferaio magico
- Titolo originale: Pied Piper
- Diretto da: Paul McCrane
- Scritto da: Sharon Lee Watson

### Trama
Prima di essere giustiziato un condannato a morte dichiara che non lui, ma “il pifferaio magico” ha commesso l'omicidio di un bambino. Il prestigio del Lightman Group rischia grosso: proprio Lightman e sua moglie Zoe 17 anni prima avevano convinto la giuria della sua colpevolezza, ma adesso Cal è certo che le ultime parole del giustiziato non siano state una menzogna. Dopo aver inutilmente tentato di bloccare l'esecuzione, Cal comincia a indagare sul “pifferaio magico”, che nel frattempo è tornato in azione. Per le sue indagini Cal dovrà tra l'altro farsi ricoverare in un ospedale psichiatrico per poter incontrare una testimone.
- Special guest star: Benito Martinez (Charlie Sheridan), Catherine Dent (Faye Sheridan), Cathy Cahlin Ryan (Beth Lansford), David Rees Snell (Kevin Wilkie), Kenny Johnson (Malcolm Hessler), David Marciano (Jason Wilkie)
- Nota. Le special guest star presenti in questo episodio sono sei membri del cast della serie The Shield, il cui creatore, Shawn Ryan è uno dei produttori esecutivi di Lie to me.

## Smascherato
- Titolo originale: Exposed
- Diretto da: Terrence O'Hara
- Scritto da: David Graziano

### Trama
Cal sospetta che Dave Burns, il fidanzato di Foster, non sia quello che dice di essere. Anche se gli viene rivelato quello che è un agente in incognito dell'antidroga statunitense, Cal inizia a pedinarlo e viene coinvolto nel suo rapimento ad opera di Piccola Luna, un ragazzo che intende vendicare la morte di suo padre, un trafficante di droga. Cal, con l'aiuto della misteriosa ex partner di Dave, dovrà inscenare un gioco psicologico delle parti per salvarlo. Tutto quello che ne consegue fa saltare la copertura di Dave, che verrà riassegnato altrove con una nuova identità, abbandonando per sempre l'amata Foster. Intanto Emily, preoccupata per il padre, trova il diario della sua nonna suicida e scopre anche una cosa sconvolgente.
- Guest star: Keston John, Danai Gurira (Michelle Russo)

## Tenebre e luce
- Titolo originale: Darkness and Light
- Diretto da: Lesli Linka Glatter
- Scritto da: Matt Olmstead e Heather Thomason

### Trama
Una giovane di nome Molly è scappata di casa lasciando suo padre e sua sorella Amy per cominciare a lavorare in produzioni pornografiche. Cal rivolge le sue indagini su tutta la famiglia, sospettando che Molly sia fuggita perché ha subito molestie sessuali da parte del padre. Ma quando riesce a trovarla, questa gli rivela che in realtà il motivo della sua fuga è dovuto al fatto che secondo lei suo padre ha ucciso sua madre; Molly rivela altresì di aver contratto il virus HIV, fidandosi del certificato medico presentato da un attore porno. Per riunire la famiglia Cal dovrà un po' modificare la verità sulla vera colpevole involontaria dell'incidente che causò la morte della madre e riuscirà a smascherare il medico che rilascia i falsi certificati di test anti-HIV negativo agli attori porno in realtà sieropositivi. In tutto questo, Emily partecipa come "aspirante giornalista" per un compito scolastico, nonostante Cal non sia d'accordo, e fa anche amicizia con Molly e Amy. Nel frattempo, messi in competizione da Cal per una promozione, Loker e Torres diventano amanti, anche se alla fine Torres interromperà la relazione perché Loker sarà ormai diventato il suo superiore.
- Guest star: Natalie Dreyfuss (Molly), Haley Ramm (Amy), Dean Norris (Dawkins)

## Bianco e nero
- Titolo originale: Black and White
- Diretto da: Daniel Sackheim
- Scritto da: Alexander Cary e Kevin Townsley

### Trama
Julie Kinell, una giornalista amica di Lightman, viene ritrovata da quest'ultimo uccisa in una stanza d'albergo: la donna doveva incontrare il suo informatore, Hackman, per un'inchiesta sul consigliere Dale Anslinger, un ex poliziotto, probabile futuro sindaco, indagato dall'FBI. Proprio Hackman contatta Cal per informarlo che Anslinger lo aveva assoldato per uccidere Gordon Cook, avversario politico del consigliere, costruttore e proprietario del giornale in cui lavorava Julie. Tutto, compreso l'omicidio di Hackman in cui rimane gravemente ferito Reynolds, accusa il consigliere, ma la facilità con la quale vengono fuori le prove e la soluzione troppo scontata fanno sospettare Lightman, che rivelerà la vera congiura in atto. Lightman resta sconvolto nell'apprendere che sua figlia Emily non è più una bambina e che ha già avuto esperienze sessuali.
- Guest star: Brian Goodman (Dale Anslinger), Lee Tergesen (Gordon Cook), Dean Norris (Dawkins), Giancarlo Esposito (Beau Hackman)